# Spermacoce martiana
Spermacoce martiana là một loài thực vật có hoa trong họ Thiến thảo. Loài này được Colla miêu tả khoa học đầu tiên năm 1834.